# 中村悠一
中村悠一（日语：／ Nakamura Yūichi，1980年2月20日—）是日本的男性聲優、旁白。香川縣出身，身高175公分，血型為B型。隸屬事務所為INTENTION。

## 概要
- 愛稱是，由鈴村健一命名。英文標記法為『yuu-kyan』
- 與聲優的杉田智和的私交良好，是在聲優界著名的好友。
- 興趣是玩遊戲、看電影等。
- 不喜歡吃拉麵。喜歡的食物是肉、奶酪、甜食。
- 2020年10月1日，宣佈從Sigma Seven移籍至INTENTION[1]。

### 人物
每天放在心上的事是“不要遲到”、“盡量趁早趕到工作現場”。但原本早上就容易賴床，本人自稱沒有鬧鐘的話，可以睡上一整天。過去曾經因為睡過頭而遲到，在趕去工作地的電車裡，考慮的是“怎麼才能死得更輕鬆”。
尊敬磯部勉。看了電影『致命武器2／炎之約束』（1993年，電視版播出時由磯部擔任日語配音）之後，非常憧憬，把聲優當成奮鬥目標也是以此作為契機。自己在部落格上這樣寫到過，曾一起參與過『BLACK LAGOON』的演出，但在工作結束後慶祝會上，被其他工作人員勸說“去和磯部桑說說話吧”時，回答卻是 “辦不到”。
香川的老家是靠兼業農家為生的（注：兼業農家：靠農業以外作為收入源的農家）。中村是出生比較晚的獨生子，本人非常想要能一起玩耍的哥哥或弟弟。在2008年6月作為嘉賓參加『A&G 超RADIO SHOW ～！～』時，對“向流星許願的話，許什麽樣的願望”這個問題，回答是“雙親已經超過70歲了，希望2人都能長壽”，讓周圍非常吃驚。
出道時就得到的暱稱，是鈴村健一給命名的。鈴村當時有個叫「ゆういち」的同年級同學，暱稱就是，所以給同名字的中村也取了這個暱稱。之後，稱呼中村為的聲優朋友也越來越多了，在fan之間日漸傳開。羅馬字寫作「You-Kyan」，是『モモっとトーク』第41回放送時，在諸多準備好的選擇裡，中村自己選定的。
由於在《超時空要塞Frontier》飾演早乙女有人一角後，數次出演夾在兩位女性之間的男性角色，因而被遠藤綾戲稱為「翼的本體」（原文：（自分は翼で）またおまえが本体か！）。

### 性格
有凡事都往消極方面考慮的一面，好像經常有“還是死了比較好”的想法。2006整年的目標是“不要死”，2007年是“活下去”，2008是“不能死”。座右銘是“所謂人生，就是苦多於樂”。也就是說，“因為艱難痛苦而停滯不前的時候，只要想到因為苦多，遇到點有趣的事情就覺得特別開心，所以也就能克服過去了 ”。

### 趣味、嗜好、習慣
電腦知識豐富，機械方面也很擅長。非常喜歡遊戲，“特技是遊戲能玩上1天24小時”。過去曾參加過『Virtua Fighter』的全國大賽。現實生活中也有諸多格鬥技的經驗（極真空手、柔道、骨法等）。而且還是個GUNDAM迷，在自己的Blog裏也多次介紹過。自稱和GUNDAM同好邊戰鬥、互扔、把GUNDAM弄壞是所謂的“王道的玩法”。對洋畫鑒賞也頗有興趣。
認真玩的遊戲能在第一時間就把新要素、新成就拿到手。例如以需要花大量時間提升自己強度而聞名的碧藍幻想來說，中村故意在官方直播節目公布玩家統計資料的時機點，取得十賢者的最後一人。當時全遊戲內約僅有70人比他快蒐集完十賢者。
非常喜歡音樂（本人自稱不擅長唱歌），學生時代參加過吹奏部。當時吹奏的樂器是小低音號。特別喜歡的音樂種類是Celt。2008年想開始些新的事情而購買了小提琴。
基本上各種動物都喜歡。但動物中最喜歡的是貓，經常出現住所附近野貓的話題。據聲優朋友所說，他非常了解附近野貓的棲息地，而且不知道什麽原因，被他人養的家貓或是野貓喜歡著。
在老家的時候，狗、貓以及鳥以外，還飼養了烏龜。現在也“好想養隻貓”，但自己說“還沒有做好對寵物會比自己死得更早的覺悟，所以不會去養”。
愛用寶格麗的香水。喜歡選購帶有紅茶，或是綠茶等茶系味道的東西。根據安元洋貴的Blog，中村經常模仿安元頻繁地穿著他喜歡的品牌『roar』的衣服。（在雜誌和見面會等衆多場合來看，中村身著『roar』的衣服確實非常多）。
喜歡女性的類型是“皮膚白嫩細致”。理由是因為覺得皮膚漂亮的人平常也是愛乾淨、過著規則、健康的生活。又，擇偶條件是“能夠喜歡我的人”。
喝酒後會馬上睡著，所以滴酒不沾。聚餐時總是喝可樂。但因為在『Club AT-X（#131）』這個節目中被岸尾大輔爆料時，更正為“最近在喝薑汁清涼汽水”。
對花粉和金屬過敏。由於嚴重暈車，在出遠門前一定會吃暈車藥。且有幽閉恐懼症，黑暗恐懼症，懼高症。其它不擅長的事情也多不勝數。
較少接觸戀愛型遊戲，有接觸的話也都是被推薦才玩，如LOVEPLUS是被杉田智和推薦，純愛手札4則是由阪口大助推薦。
喜愛FF11，而其Twitter上的帳號後也加上FF11。
雖曾在FFXV中演出，但在實際玩過遊戲後卻做出了「我不能原諒做出FFXV第13章的人」這樣的發言。
被聲優好友島崎信長推薦FGO等遊戲，但是運氣奇差，連課金之後的轉蛋抽卡幾乎都拿到沒用的卡片。中村本人不信，再課金抽，但是結果一樣，「加害人」島崎還大肆嘲謔中村，中村甚至在個人的Twitter的近況自稱是「非洲大酋長」。

## 演出作品
※粗體字表示說明飾演的主要角色。

### 電視動畫
2001年
- 彗星公主（バッタ人衛生兵）
- 電腦冒險記（獅鷲王、獅虎王）

2002年
- 網球王子（銀華中部員）

2003年
- E'S OTHERWISE（テオ）
- 烏龍派出所（カンガルー刑事）
- 灌籃少年（長瀨悟）
- 彩夢芭蕾（男性）
- 激鬥戰車Nitro（日语：クラッシュギアNitro）（烏戈）

2004年
- 金色的卡修（ツァオロン）
- 陸奧圓明流外傳 修羅之刻（沖田總司）
- 遊戲王–怪獸之決鬥（硬漢龍崎（後期））

2005年
- 交響詩篇（學生B、店員C、監視兵A）
- 鬥牌傳說（青木、古谷、不良A、店主 他）

2006年
- ARIA The NATURAL（局員）
- 童話槍手小紅帽（村人）
- 學園天堂 BOY'S LOVE HYPER!（秘書）
- 玻璃艦隊（ラキューリド）
- 牙 -KIBA-（警察B）
- 交響詩篇艾蕾卡7（軍警察）
- 地獄少女 二籠（犯人、鐵)）
- 蒼天之拳（部下）
- TOKYO TRIBE2（カマカージー）
- 鬥牌傳說（後藤、黑服）
- 西方善魔女 Astraea Testament（侍從、兵士1）
- 蜂蜜與四葉草II（學生C、男子學生B）
- BLACK LAGOON The Second Barrage（ロニー・CK、伊東）
- 無敵看板娘（太田明彥）
- 聲優白皮書（音響工作人員）

2007年
- 王牌投手 振臂高揮（阿部隆也）
- CLANNAD（岡崎朋也）
- 星界死者之書（七生愁）
- 機動戰士GUNDAM 00（葛拉漢・耶卡）
- 青空下的約定（星野航）
- 守護甜心!（月詠幾斗（イクト））
- 魔法少女奈葉StrikerS（維斯・格藍修尼克）
- 反斗小王子（青年、 他）
- 逆境無賴（參加者A、太陽眼鏡的男子、男A、北見的同伴B、小泉 他）
- 獵魔戰記（村人B、妖魔B）
- 絕望先生（浴的父親、使用人、警官 他）
- 天翔少女（森山譽、松阪、氣象予報士、 他）
- sola（先生）
- 逮捕令 第3期（男）
- 交響情人夢（岩井一志、男子學生A）
- 忍者少女（村人2）
- PRISM ARK（ジュダス）
- BLEACH（パラテラウル、劍道部部長 他）
- 地球防衛少年（ナギ）
- 意外（高梨）

2008年
- 俗·絕望先生（あびる父）
- 新安琪莉可Abyss
- 超時空要塞 Frontier（早乙女有人）
- 我家有個狐仙大人（天狐空幻（男））
- 守護甜心!!心跳（月詠幾斗（イクト））
- 楚楚可憐超能少女組（皆本光一、降矢勉）
- BLASSREITER（布拉德(ブラッドリー・ギルフォード)）
- 武裝機甲（森次玲二）
- 機動戰士GUNDAM 00第二季（葛拉漢・耶卡(Mr.武士道)）
- CLANNAD ~After Story~（岡崎朋也）
- 光速大冒險PIPOPA（迪瓦因‧佛瑞斯特（ディバイン・フォレスト））
- 魔人偵探腦嚙涅羅（穗村徹行）

2009年
- 懺·絕望先生（あびる父）
- BASQUASH!（冰人．霍提）
- BLEACH（村正）
- 香格里拉 (科幻小說)（今木烈音）
- 鋼之鍊金術師 FULLMETAL ALCHEMIST（古利德）
- 戰鬥司書系列（沃肯＝馬克馬尼）
- FAIRY TAIL（格雷．佛爾帕斯塔）
- 只想告訴你（真田龍）
- 第一神拳 New Challenger（今井京介）
- 守護甜心!派對!（月詠幾斗（イクト））

2010年
- 王牌投手 振臂高揮-夏季大會篇（阿部隆也）
- 無頭騎士異聞錄 DuRaRaRa!!（門田京平）
- 吸血鬼同盟（曉．鏑木．列根多夫）
- 青春CUP（谷原老師／小學教師）
- 荒川爆笑團（末代武士、天狗三人幫）
- 我的妹妹哪有這麼可愛！（高坂京介）
- 閃電十一人（馬克·庫卡、源田幸次郎、財前宗助、影野仁）
- Starry☆Sky（不知火一樹）
- 侵略！花枝娘（嵐山悟郎）

2011年
- Starry☆Sky（不知火一樹）
- 只想告訴你 2ND SEASON（真田龍）
- 世界一初戀（羽鳥芳雪）
- 世界一初戀2（羽鳥芳雪）
- 歌之☆王子殿下♪ 真愛1000%（月宮林檎）
- 天魔黑兔（紅月光）
- 侵略！？花枝娘（嵐山悟郎）
- 罪惡王冠（恙神涯）
- 最後流亡-銀翼的飛夢-（索爾修）
- WORKING'!!（真柴陽平）
- 紙箱戰機（宇崎拓也）
- 輪迴的拉格朗日（維拉朱力歐）
- 請認真的和我戀愛！！（九鬼英雄）

2012年
- 妖狐×僕SS（御狐神雙熾）
- 足球騎士（鷹匠瑛）
- 白熊咖啡廳（灰熊）
- 冰菓（折木奉太郎）
- 紙箱戰機W（宇崎拓也）
- 聖靈家族（路卡(Luca)）
- 夏雪之約（葉月亮介）
- 戀愛與選舉與巧克力（大島裕樹）
- 創聖機械天使EVOL（未影．神呂木）
- K（鎌本力夫）
- 鄰座的怪同學（吉田優山）
- 銀魂'（坂田金時）
- 驚爆遊戲（織田信隆）

2013年
- 頭文字D Fifth Stage（北条凛〈死神〉）
- 魔奇少年（练红炎）
- THE UNLIMITED 兵部京介（皆本光一）
- 戰勇。（羅斯）
- 戰勇。第二季（羅斯）
- 神奇寶貝超級願望2 Episode N（N）
- 紙箱戰機WARS（風陣海斗）
- 歌之☆王子殿下♪ 真愛2000%（月宮林檎）
- 斷裁分離的罪惡之剪（雜賀露見男）
- 黑色嘉年華（喰）
- 我的妹妹哪有這麼可愛。（高坂京介）
- 血型小將ABO（B型）
- 革命機Valvrave（山田雷藏）
- 我不受歡迎，怎麼想都是你們的錯！（黑木智貴）
- 記錄的地平線（威廉·麻薩諸塞）
- GUNDAM創鬥者（里卡路德·費里尼）
- 蒼翼默示錄Alter Memory（哈札馬(結城照美)）
- 最強銀河 究極ZERO～Battle Spirits～（一番星零）

2014年
- Z/X IGNITION（黑崎神門）
- HAMATORA ─超能偵探社─（雷西奧）
- 愚者信長（蓋烏斯·儒略·凱撒）
- FAIRY TAIL 第二季（格雷·佛爾帕斯塔）
- 健全機鬥士（亨利）
- 魔法科高中的劣等生（司波達也）
- 破刃之劍（荷之爾（克里修納9世））
- 排球少年！！（黑尾鐵朗）
- 東京喰種（四方蓮示）
- 月刊少女野崎君（野崎梅太郎）
- 三坪房間的侵略者！？（里見孝太郎）
- 信長協奏曲（木下藤吉郎）
- 笑傲曇天（曇天火）
- 記錄的地平線 第二期（威廉·麻薩諸塞）
- 境界觸發者（迅悠一）

2015年
- Q Transformers 柯柏文歸來之謎（日语：キュートランスフォーマー 帰ってきたコンボイの謎）（橫砲、閃電光）
- 新妹魔王的契約者（東城刃更）
- 血型小將ABO 2（B型）
- 東京喰種√A（四方蓮示）
- 蒼穹之戰神 EXODUS（達斯汀·摩根）
- 無頭騎士異聞錄 DuRaRaRa!!×2 承（門田京平）
- 聖劍使的禁咒詠唱（石動迅）
- 食戟之靈（四宮小次郎）
- 終結的熾天使（一瀨紅蓮）
- 歌之☆王子殿下♪ 真愛革命（月宮林檎）
- 惡魔高校D×D BorN（塞拉歐格·巴力）
- 潮與虎（間崎賢一）
- 無頭騎士異聞錄 DuRaRaRa!!×2 轉（門田京平、池袋之聲）
- WORKING!!!（真柴陽平）
- K RETURN OF KINGS（鐮本力夫）[4]
- 排球少年！！第二季（黑尾鐵朗）
- 一拳超人（無證騎士）
- 阿松（空松）[5]
- 新妹魔王的契約者 BURST（東城刃更）
- 終結的熾天使 名古屋決戰篇（一瀨紅蓮）
- 血型小將ABO 3（B型）
- 單色小姐（電池君）

2016年
- 無頭騎士異聞錄 DuRaRaRa!!×2 結（門田京平)
- Divine Gate（亞瑟）
- 百無禁忌！女高中生私房話（阿部老師）
- Dimension W －第四次元－（LOSER、裘利安·泰勒）
- Re:從零開始的異世界生活（萊因哈魯特·范·阿斯特雷亞）
- 烙印勇士（席拉特）
- 食戟之靈 貳之皿（四宮小次郎）
- DAYS（保科拓己）
- 龍族拼圖X（王）
- 天真與閃電（犬塚公平）
- 91Days（羅朗度）
- WWW.WORKING!! (東田大輔)
- 歌之☆王子殿下♪ 真愛傳奇之星（月宮林檎）
- 吹響吧！上低音號2（橋本真博）
- 我太受歡迎了，該怎麼辦？（六見一馬）
- 漂流武士（島津豐久）
- Lostorage incited WIXOSS（里見紅）
- 排球少年！！烏野高中VS白鳥澤學園高中（黑尾鐵朗）
- 烏龍麵之國的金色毛毬（俵宗太、佩呱拉）
- 魔法使 光之美少女！（古斯）
- 雙星之陰陽師（水度坂勘九郎[6]）

2017年
- 龍族拼圖X（維格）
- 3月的獅子（辻井武史）
- 風夏（阿笑）
- 飆速宅男 NEW GENERATION（古賀公貴）
- 小林家的龍女僕（瀧谷真）
- 數碼暴龍宇宙-應用怪獸（領袖獸）
- 沒有藥給我的哥哥！-快把我哥帶走-（時分）
- 情色漫畫老師（和泉虎徹、司波達也、高坂京介）
- 有頂天家族2（夷川吳一郎[7]）
- 阿童木起源（天馬午太郎[8]）
- 騎士&魔法（奥拉西欧·高加索）
- 妖怪公寓的優雅日常（長谷泉貴）
- 跳水男孩（沖津飛沫）
- 阿松（第2期）（空松）
- 食戟之靈 餐之皿（四宮小次郎）
- 網路勝利組（神戶）

2018年
- 愛吃拉麵的小泉同學（大澤修）
- 皇帝聖印戰記（艾維因）
- POP TEAM EPIC（POP子〈第5話B段〉）
- 飆速宅男 GLORY LINE（古賀公貴）
- 霸穹 封神演義（楊戩）
- 博多豚骨拉麵團（猿渡俊助）
- 牙鬥獸娘（中西大河）
- 銀河英雄傳說 Die Neue These 邂逅（奧斯卡·馮·羅嚴塔爾）
- 重神機潘多拉（吉克）
- 多田君不戀愛（多田光良）
- 閃電十一人 戰神的天秤（御堂院宗忠）
- Lostorage conflated WIXOSS（里見紅）
- 惡魔高校D×D HERO（塞拉歐格·巴力）
- 和風喫茶鹿楓堂（永江時孝）
- 工作細胞（記憶細胞）
- 學園BASARA（島左近[9]）
- BAKUMATSU（高杉晉作[10]）
- JoJo的奇妙冒險 黃金之風（布羅諾·布加拉提[11]）
- 哥布林殺手（礦人道士）
- 黃金神威 第2期（年輕時的土方歲三）
- 叛逆性百萬亞瑟王（流浪亞瑟）
- FAIRY TAIL 最終章（格雷·佛爾帕斯塔）

2019年
- 多羅羅（三郎太）
- 魔法水果籃（草摩紫吳[12]）
- 異世界四重奏（萊因哈魯特）
- JoJo的奇妙冒險 黃金之風（布魯諾·布加拉提〈威尼卡·托比歐〉）
- 流汗吧！健身少女（傑森·斯蓋薩姆）
- Dr.STONE 新石紀（獅子王司）
- 名侦探柯南（宫野厚司）
- 獵獸神兵（ケイン）
- 真・中華一番！（解魯）
- 巴比伦（正崎善）
- 寶可夢 旅途（櫻木博士、奇巴納的鋁鋼龍、喬伊的雄性愛管侍）
- 一拳超人 第二季（無證騎士）
- 食戟之靈 神之皿（四宮小次郎）
- PSYCHO-PASS心靈判官 3（炯・米哈伊爾・伊格納多夫）

2020年
- 神推偶像登上武道館我就死而無憾（吉川）
- 排球少年！！TO THE TOP（黑尾鐵朗）
- 異世界四重奏2（萊因哈魯特）
- 我的英雄學院 第4期（霍克斯）
- 文豪與鍊金術師 ～審判的齒輪～（太宰治[13]）
- 魔法水果籃 2nd Season（草摩紫吳）
- 貓貓日本史（張政、家臣A、緒方洪庵）
- LISTENERS 聆聽者（湯米·沃克[14]）
- 食戟之靈 豪之皿（四宮小次郎）
- Re:從零開始的異世界生活 2nd season（萊因哈魯特·范·阿斯特雷亞）
- 咒術迴戰（五條悟）
- 戰翼的希格德莉法（長毛）
- 魔法科高中的劣等生 來訪者篇（司波達也）
- 無能力者娜娜（小野寺恭也）
- 阿松（第3期）（空松）
- 黃金神威 第3期（年輕時的土方歲三）

2021年
- 境界觸發者 2nd season（迅悠一）
- BORUTO-火影新世代-NARUTO NEXT GENERATIONS-（果心居士）
- 真・中華一番！ 第2期（解魯）
- Dr.STONE 新石紀 STONE WARS（獅子王司）
- 工作細胞!!（記憶細胞）
- 記錄的地平線 圓桌崩壞（威廉·麻薩諸塞）
- 我的英雄學院 第5期（霍克斯）
- 魔法水果籃 The Final（草摩紫吳）
- 魔法科高中的優等生（司波達也）
- 陰晴不定的體操哥哥（熊谷みつ夫）
- 小林家的龍女僕S（瀧谷真）
- 急戰5秒殊死鬥（熊切真）
- 通靈王（第2作）（馬爾科）
- 寶可夢 旅途（電次的電擊魔獸）
- 與你一起健身拳擊（艾文）
- 境界觸發者 3rd season（迅悠一）
- 陰陽眼見子（遠野善）
- 鍵等（岡崎朋也）
- 百萬噸級武藏（ヴィクト・イーガー）
- 魔法科高中的劣等生 追憶篇（司波達也[15]）

2022年
- 東京24區（筑紫涉）
- TRIBE NINE（上野彌次郎兵衛）
- 寶可夢 旅途（臭泥、繪本欄目、武道熊師〈連擊流的樣子〉）
- 群青的開幕曲（林田一馬[16]）
- RWBY 冰雪帝國（亞當·塔羅斯）
- 東京喵喵NEW（白金稜[17]）
- 卡片戰鬥!! 先導者 will+Dress（霧島モンド）
- 歌之☆王子殿下♪ 真愛ST☆RISH TOURS ～旅途的起始～（月宮林檎）
- 我的英雄學院 第6期（霍克斯）
- 飆速宅男 LIMIT BREAK（古賀公貴）
- SPY×FAMILY間諜家家酒（〈東雲〉）
- POP TEAM EPIC 第2期（反抗軍首領，中村優一飾演）

2023年
- 傲嬌反派千金莉潔洛特與實況主遠藤同學及解說員小林同學（齊格瓦托·費森哈根[18]）
- 英雄傳說 閃之軌跡 北方戰役（馬蒂·S·羅賓森[19]）
- 英雄王，為了窮盡武道而轉生～而後成為世界最強見習騎士♀～（里昂·阿勒法[20]）
- BLUE LOCK 藍色監獄（士道龍聖[21]）
- 勇者死了！（凱爾·奧茲蒙特[22]）
- 可愛過頭大危機（亞曼特·羅伊[23]）
- 境界服務（ロビン・ティンバート[24]）
- 東京喵喵NEW（シフォン）
- 鄰人似銀河（廣播主持人）
- Lv1魔王與獨居廢勇者（麥克斯[25]）
- 咒術迴戰 第2期（五條悟）
- 獻祭公主與獸王（芬里爾[26]）
- 烈焰先鋒 救國的橘衣消防員（纏定家[27]）
- 不死不運（安迪／維克托[28]）
- MF GHOST 燃油車鬥魂（傑克遜·泰勒[29]）
- 哥布林殺手II（礦人道士）
- 家裏蹲吸血姬的鬱悶 (天津覺明)
- 葬送的芙莉蓮（贊恩[30]）
- 神劍闖江湖－明治劍客浪漫譚－（比古清十郎[31]）
- Dr.STONE 新石紀 NEW WORLD（獅子王司）

2024年
- 明治擊劍－1874－（折笠靜馬[32]）
- 休假的壞人先生（德利卡[33]））
- 四處貼上吧！小狗（狼）
- 戰隊大失格（紅色守望者[34]）
- 格鬥實況（扇達也[35]）
- WIND BREAKER—防風少年—（梅宮一[36]）
- 魔法科高中的劣等生 第3期（司波達也[37]）
- 我的英雄學院 第7期（霍克斯）
- 終末的火車前往何方？（渾沌）
- 福星小子（魯巴[38]）
- 擅長逃跑的殿下（諏訪賴重[39]）
- 金肉人 完美超人始祖篇（超級鳳凰金肉人[40]）
- FAIRY TAIL魔導少年 百年任務（格雷·佛爾帕斯塔[41]）
- Re:從零開始的異世界生活 3rd season（萊因哈魯特·范·阿斯特雷亞[42]）
- 忍者神威（Zai[43]）
- 機械臂（菲斯特[44]）
- BLUE LOCK 藍色監獄 VS. U-20 JAPAN（士道龍聖[45]）
- MF GHOST 燃油車鬥魂 第2期（傑克遜·泰勒[46]）
- 地。-關於地球的運動-（巴德尼[47]）
- 轉生貴族憑鑑定技能扭轉人生（克拉曼．梅特羅三世[48]）
- 神劍闖江湖－明治劍客浪漫譚－ 京都動亂（比古清十郎[49]）

2025年
- Dr.STONE 新石紀 SCIENCE FUTURE（獅子王司[50]）
- 美妙寵物 光之美少女（兔山大福）
- 吸吸吸吸吸血鬼（森長可[51]）
- WIND BREAKER—防風少年—（第2期）（梅宮一[52]）
- 戰隊大失格 2nd season（紅色守望者[53]）
- LAZARUS 拉撒路（[54]）
- Clevatess -魔獸之王與嬰兒與屍之勇者-（克雷巴特斯[55]）
- 出入禁止的鼴鼠（鼴鼠〈百暗桃弓木〉[56]）
- 阿松（第4期）（空松[57]）
- Let's Play（Charles Jones[58]）
- GNOSIA（希皮[59]）
- 不死不運 Winter篇（安迪[60]）

### OVA
- CLANNAD（岡崎朋也）
  - CLANNAD -CLANNAD-「另一個世界 智代編」
  - CLANNAD 〜AFTER STORY〜「另一個世界 杏編」
- sola（店員A）
- D+VINE［LUV］（ギュラン）
- 交響曲傳奇 THE ANIMATION（#2、3、4）
- 天保異聞 妖奇士（堤山）
- （山田）
- BALDR FORCE EXE RESOLUTION
- 獄· 絕望先生（悲觀社社員B）
- 戰場女武神3 為誰而負的槍傷（克爾特·愛文）
- 屍體派對（岸沼 良樹）

2012年
- Fate/Prototype（Archer）
- 怪醫黑傑克（高尾）

2013年
- 鄰座的怪同學 鄰座的極道同學（優山）※漫畫12卷附贈DVD特裝版
- 翠星上的加爾岡緹亞（里特納）
- 死亡撞球（男）

2014年
- 夫妻成長日記（第3期）（小野田真）
- 我不受歡迎，怎麼想都是你們的錯！（黑木智貴）※漫畫第7卷附贈DVD初回限定特裝版

2015年
- 排球少年！！列夫登場！（黑尾鐵朗）
- 無頭騎士異聞錄 DuRaRaRa!!×2 承 外傳！？ 第4.5話 我的心是火鍋的形狀 （門田京平）※劇場先行上映[61]

2016年
- 終結的熾天使「吸血鬼沙哈爾」（一瀨紅蓮）
- 排球少年！！「VS不及格」（黑尾鐵朗）
- FAIRY TAIL 妖精們的懲罰遊戲（格雷）
- 無頭騎士異聞錄 DuRaRaRa!!×2 結 外傳！？ 第19.5話 DuFuFuFu!!（門田京平）※劇場先行上映[62]
- 漂流武士（島津豐久）
- FAIRY TAIL 納茲vs.梅比斯（格雷）
- FAIRY TAIL 妖精們的聖誕節（格雷）

2017年
- 排球少年！！「特集！赌在春高排球上的青春」（黑尾鐵朗）

### 動畫電影
- 空之境界 空の境界 第三章 痛覚残留（康平）
- 劇場版 機動戰士GUNDAM 00 -A wakening of the Trailblazer-（葛拉漢·耶卡）
- TSUBASA翼 劇場版ツバサ・クロニクル 鳥カゴの国の姫君
- 破刃之劍 ブレイク ブレイド（荷之爾（克里修納9世））
- 超时空要塞 Frontier 劇場版 マクロスF 虚空歌姫〜イツワリノウタヒメ〜（早乙女·阿尔特）
- 火影忍者疾風傳 2011年火影忍者疾風傳劇場版 血獄（無垢）
- BLOOD-C劇場版 The Last Dark（松尾伊織）
- 劇場版 FAIRY TAIL 鳳凰巫女（格雷·佛爾帕斯塔）
- 劇場版 FAIRY TAIL 龍之淚（格雷·佛爾帕斯塔）
- 頭文字D 劇場版 頭文字D-覺醒-（高橋啓介）
- 蠟筆小新：超級美味！B級美食大逃亡！！（美食波伊）
- TIGER & BUNNY-The Rising（ryan goldsmith）
- 地海戰記

2017年
- 虐殺器官（克拉維斯·薛帕德）
- 劇場版 魔法科高中的劣等生 呼喚繁星的少女（司波達也）

2018年
- 莉茲與青鳥（橋本真博）

2019年
- 阿松 劇場版（空松）
- 我的英雄學院劇場版：英雄新世紀（霍克斯）

2020年
- PSYCHO-PASS心靈判官3 FIRST INSPECTOR（炯・米哈伊爾・伊格納多夫）

2021年
- 我的英雄學院劇場版：世界英雄任務（霍克斯）
- 劇場版 咒術迴戰 0  （五條悟）

2022年
- 阿松～希皮波族與閃耀果實～（空松）

2023年
- 阿松～靈魂的章魚燒派對與傳說的夜宿活動～（空松）
- 北極百貨的秋乃小姐（常盤[63]）
- 歡迎來到駒田蒸餾所（駒田圭[64]）

2024年
- 機動戰士GUNDAM SEED FREEDOM（シュラ・サーペンタイン[65]）
- 劇場版 排球少年！！ 垃圾場的決戰（黑尾鐵朗[66]）
- 美妙寵物 光之美少女！The Movie！心跳不已♡遊戲世界大冒險！（大福／兔山大福[67]）
- 變形金剛初始篇（奧利安·派克斯／柯博文）

2025年
- 小林家的龍女僕 害怕孤獨的龍（瀧谷真[68]）
- 鬼滅之刃劇場版 無限城篇 猗窩座再襲（慶藏）

### 網路動畫
2005年
- 麟光之翼

2010年
- Starry☆Sky（不知火一樹）

2011年
- 我的妹妹哪有這麼可愛！（高坂京介）
- WORKING!!迷糊餐廳（東田大輔）

2013年
- Go!Go!家電男子（DENKI☆ケトラー）
- 我的妹妹哪有這麼可愛。（高坂京介）

2015年
- 機動戰士GUNDAM Thunderbolt（伊歐·弗萊明）
- 超機動街區 KASHIWA-NO-HA（タカシ）

2016年
- 弱酸性百萬亞瑟王（流浪亞瑟）

2017年
- 閃電十一人 Outer Code（源田幸次郎）
- 鋼彈創鬥者 GM的逆襲（利卡德·費里尼）

2019年
- 忍者寶盒（メガホン）

2021年
- 迷你龍（瀧谷真）
- 星際大戰：視界 The Elder（ダン）
- 鋼彈創壞者 對戰風雲錄（Mr.武士道）

2022年
- 寶可夢 被稱為神的阿爾宙斯（象牙豬）
- TIGER & BUNNY 2（Ryan Goldsmith）

2023年
- 終末的女武神II（釋迦[69]）
- 大奧（松島）

2024年
- 只想告訴你 3RD SEASON（真田龍[70]）

2025年
- 航海王談戀愛（中津川嘘風[71]）
- BULLET/BULLET（バッティングセンター斎藤[72]）

### 遊戲
- 夢王國與沉睡中的100位王子殿下（雷伊）
- 碧藍幻想（罗密欧）
- VALKYRIE PROFILE2 SILMERIA（ルーファス）
- 王牌投手 振臂高揮（阿部隆也）
- BLEACH: Heat the Soul 7（村正）
- 銀河天使II 無限回廊之鍵
- 魔法少年賈修（ツァオロン）
- [PS3]戰國BASARA4 （島左近）
- 召喚夜響曲3（フレイズ）
- 超級機器人大戰OG系列（エリート兵、約書亞·拉德克里夫）
- ティンクルスタースプライツ（ルウ、メヴィウス）
- Nursery Rhyme（東村山藤吉郎）
- FEVER6（平出充）
- LUX-PAIN（御堂アキラ）
- Macross Ace Frontier（早乙女）
- [WII]ARCRISE FANTASIA -アークライズ ファンタジア-（ラルク·ブライト·ラゲーン）
- Dear Girl〜Stories〜 響 響特訓大作戦!（リョウ（水嶋遼））
- DEAR BOYS -FastBreak!-（長瀨悟）
- 智代After ～It's a Wonderful Life～（冈崎朋也）
- 寒蝉鳴泣之時·绊  第三卷・螺（塚田理）
- 頭文字D ARCADE STAGE 6 AA（北條凜）
- 頭文字D ARCADE STAGE 7 AA X（北條凜）
- [PS3/XBOX360/大型街機]Blazblue continuum shift 蒼翼默示錄ブレイブルー（ハザマ(哈札馬)）
- [DS]守護甜心!系列（月咏几斗）
  - 守护甜心！三只彩蛋与恋爱王牌
  - 守护甜心！亚梦的虹色形象改造
  - 守护甜心！甜心旋律
- [PC]咎狗之血（トモユキ）
  - [PS2]咎狗之血 True Blood
- 公主日（日语：ひめひび -Princess Days-）系列（小泉显）
  - [PS2]公主日 -Princess Days-
  - [PSP]公主日 -Princess Days- 携带版
  - [PS2]公主日 -New Princess Days!!- 续！二学期
  - [PSP]公主日 -New Princess Days!!- 续！二学期 携带版
- [PC]Bloody Call（日语：Bloody call）（黎明）
- [PSP]雅恋 ～MIYAKO～（安倍晴明）
- [PS3/PC]蒼翼默示錄（哈札馬、結城照美）
- [PS4/PC]蒼翼默示錄BlazBlue: Cross Tag Battle（哈札馬）
- [PS2/PSP]Last Escort -Club Katze-（零）
- [PSP]歌之王子殿下（月宫林檎）
  - [PSP]
- [PS2]不思议游戏 朱雀异闻（氐宿）
- [PC]魔法使与主人 New Ground（日语：魔法使いとご主人様）（罗伊德·达克奈斯特）
- [PSP]新·安琪莉可 Special（杰特）
- [PC]Starry☆Sky ～in Winter～（不知火一树）
  - [PSP]Starry☆Sky ～in Winter～ 携带版
  - [PC]Starry☆Sky ～after Winter～
- 屍體派對系列（岸沼良樹）
  - [PSP] 屍體派對 - BloodCovered：…Repeated Fear
  - [PSP] 屍體派對 - Book of Shadows
  - [PSP] 屍體派對 - Hysteric Birthday 2U
  - [PSV] 屍體派對 - Blood Ddive
  - [3DS] 屍體派對 - BloodCovered：…Repeated Fear
- [DS]堕天使的甜蜜诱惑×快感指令（日语：快感フレーズ）（智之）
- [DS]喜欢的说铃木君！！4个铃木君（日语：好きです鈴木くん!!）（铃木大翔）
- [PC]Lamento -BEYOND THE VOID-（ウル）
- [PSP]戰場女武神3（克爾特‧愛文）
- [PSP]紙箱戰機（宇崎拓也）
- [PSP]アルカナ・ファミリア-La storia della Arcana Famiglia- （ルカ）
- [PSP]最終幻想 零式（トレイ）
- [PS3]潛龍諜影崛起：再復仇（Kevin）
- [PS3]最終幻想XIII（希德·雷恩斯）
- [PS3]雷霆归来 最终幻想XIII（希德·雷恩斯）
- [PC/PS3/PS4]最終幻想XIV：新生艾奧傑亞（桑克瑞德）
- EXSTETRA（成澤諒真）
- [線上PC]機動戰士GUNDAM Online（駕駛員配音〈熱血II〉）
- Unlight（古魯瓦爾多）
- [PS3]JOJO的奇妙冒險 All Star Battle（那魯西索·安納蘇）
- 魔法科高中的劣等生 Out of Order（司波達也）
- [ios/Android] 白貓Project（ゲオルグ・ランディル）
- [ios/Android] 終結的熾天使：血刃（一瀨紅蓮）
- [ios/Android] 星鳴エコーズ（明宮蒼一郎）
- [PC] 文豪與煉金術師（日语：文豪とアルケミスト）（太宰治）
- [ios/Android/PC] Shadowverse（塞爾文 - 主戰者造型，以及兩張卡牌的配音）
- [WiiU/NS] 幻影异闻录♯FE（巴里・古德曼）
- [ios/Android] 夢間集（倚天劍）
- [PS4] 人中之龍6（韓俊基）
- [PS4] 人中北斗（達魯迦）
- [PS4] 人中之龍7 光與闇的去向（韓俊基）
- [PS5] 人中之龍8（韓俊基）
- [ios/Android] BLEACH: Brave Souls（村正）
- [ios/Android] 聖火降魔錄 英雄雲集（利昂）
- [ios/Android] 明日方舟（炎客）
- [ios/Android] 第七史詩（克勞烏/最後的騎士克勞烏）
- [ios/Android] 機動戰隊（貝卡斯）
- [ios/Android] 白夜極光（醒山）
- [ios/Android] 魔法科高中的劣等生 Reloaded Memory（司波達也）
- [ios/Android] 魔法禁书目录 幻想收束（木原加群/貝魯西、司波達也）
- [PS5] 最终幻想XVI（狄恩・勒薩若）
- [ios/Android] 怪物彈珠（麒麟兒）

2015年
- Fate/Grand Order（大衛王、炼狱Alter）

2016年
- 最終幻想XV（瑞布斯·諾克斯·弗路雷）

2017年
- 异度神剑2（灭）

2024年
- 鋼彈創壞者4（真岛）
- 暗喻幻想：ReFantazio（路易·古亞貝倫）

2025年
- 原神空月之歌（克里洛·楚德米洛維奇·菲林斯）

### 特攝
- 海賊戰隊豪快者（第11.12話－行動隊長デラツエイガー）
- 特命戰隊Go Busters（Beet・J・Stag/Stag Buster）
- 超人X （超人X）

### 吹替
電視／電影
| 年份 | 作品名稱                   | 配演角色                             | 演員                          | 媒介備註                  |
| ---- | -------------------------- | ------------------------------------ | ----------------------------- | ------------------------- |
| 2011 | 美國隊長：復仇者先鋒       | 美國隊長/史蒂芬·羅傑斯               | 基斯·伊雲斯                   | 公映/影碟版本             |
| 2012 | 復仇者聯盟                 | 美國隊長/史蒂芬·羅傑斯               | 基斯·伊雲斯                   | 公映/影碟版本             |
| 2013 | 雷神2：黑暗世界            | 美國隊長/史蒂芬·羅傑斯               | 基斯·伊雲斯                   | 公映/影碟版本             |
| 2014 | 美國隊長2                  | 美國隊長/史蒂芬·羅傑斯               | 基斯·伊雲斯                   | 公映/影碟版本             |
| 2015 | 復仇者聯盟2：奧創紀元      | 美國隊長/史蒂芬·羅傑斯               | 基斯·伊雲斯                   | 公映/影碟版本             |
| 2015 | 蟻俠                       | 美國隊長/史蒂芬·羅傑斯               | 基斯·伊雲斯                   | 公映/影碟版本             |
| 2015 | 卡達探員                   | 美國隊長/史蒂芬·羅傑斯               | 基斯·伊雲斯                   | 付費頻道/DVD版本          |
| 2016 | 美國隊長3：英雄內戰        | 美國隊長/史蒂芬·羅傑斯               | 基斯·伊雲斯                   | 公映/影碟版本             |
| 2017 | 蜘蛛俠：強勢回歸           | 美國隊長/史蒂芬·羅傑斯               | 基斯·伊雲斯                   | 公映/影碟版本             |
| 2018 | 復仇者聯盟3                | 美國隊長/史蒂芬·羅傑斯               | 基斯·伊雲斯                   | 公映/影碟版本             |
| 2019 | 復仇者聯盟：終局之戰       | 美國隊長/史蒂芬·羅傑斯               | 基斯·伊雲斯                   | 公映/影碟版本             |
| 2019 | 神探白朗：福比利大宅謀殺案 | 休·蘭森·卓斯戴                       | 基斯·伊雲斯                   | 影碟版本                  |
| 2010 | 最後之歌                   | Will Blakelee                        | 里安·咸士禾夫                 | DVD版本                   |
| 2012 | 飢餓遊戲                   | 蓋爾·霍桑                            | 里安·咸士禾夫                 | 公映/影碟版本             |
| 2013 | 飢餓遊戲2：星火燎原        | 蓋爾·霍桑                            | 里安·咸士禾夫                 | 公映/影碟版本             |
| 2014 | 飢餓遊戲終極篇：自由幻夢1  | 蓋爾·霍桑                            | 里安·咸士禾夫                 | 公映/影碟版本             |
| 2015 | 飢餓遊戲終極篇：自由幻夢2  | 蓋爾·霍桑                            | 里安·咸士禾夫                 | 公映/影碟版本             |
| 2015 | 末日先鋒：戰甲飛車         | Nux                                  | 尼古拉斯·侯特                 | 公映/影碟版本             |
| 2015 | 心蹤罪                     | Lyle Wirth                           | 尼古拉斯·侯特                 | 影碟版本                  |
| 1960 | 怒海沉屍                   | Tom Ripley                           | 阿倫·狄龍                     | 收費頻道 （重新錄製版本） |
| 2005 | 惡作劇之吻                 | 袁有才                               | 唐從聖                        | DVD版本                   |
| 2009 | 護士當家                   | Fitch Cooper                         | 彼得·費辛利                   | WOWOW頻道                 |
| 2011 | 三劍俠3D：雙城暗戰         | 白金漢公爵                           | 奧蘭度·布林                   | 公映/影碟版本             |
| 2013 | 屍變                       | David                                | 希洛·費爾南德茲               | DVD版本                   |
| 2013 | 與龍同行3D大電影           | Alex                                 | 約翰·李古查摩                 | 公映/影碟版本             |
| 2014 | 火槍手                     | 亞拉米斯                             | 桑地亞哥·卡布瑞拉             | NHK頻道                   |
| 2016 | 臥虎藏龍：青冥寶劍         | 魏方                                 | 岑勇康                        | Netflix頻道               |
| 2016 | 埃及神戰                   | 荷魯斯                               | 尼可拉·科斯特-瓦爾道          | 公映/影碟版本             |
| 2016 | 權力遊戲(S6)               | 鴉眼/攸倫·葛雷喬伊 青年期的ned stark | 皮魯·艾斯貝克 羅伯特·阿拉馬約 | 收費頻道                  |
| 2017 | 屍殺列車                   | 徐碩宇                               | 孔劉                          | 公映/影碟版本             |
| 2017 | 皇家特工：金圈子           | 龍舌蘭                               | 查尼·塔圖                     | 公映/影碟版本             |
| 2018 | 環太平洋2：起義時刻        | 傑克·潘達考斯特                      | 約翰·波耶加                   | 公映/影碟版本             |
| 2018 | 死侍2                      | 碎星                                 | 劉易斯·譚                     | 公映/影碟版本             |
| 2018 | Aquaman                    | 「海洋領主」/奧姆·馬略斯             | 柏德烈·韋遜                   | 公映/影碟版本             |

### 廣播節目
- （2007年7月6日－7月27日。與鈴木達央共同主持）
- Cyber Boys City（第15代和第18代主持人）
- （與神谷浩史、中島愛共同主持）

### CD

#### 廣播劇CD
- 星期戀人 seven days (芹生冬至)
- 水星領航員
- 星際少年隊 E'S OTHERWISE SOUND SESSION2（能力者）
- 我的妹妹哪有這麼可愛！（高坂京介）
- 黑色嘉年華 飛べない翼／人魚の瓶（喰）
- 學生會長是女僕（黒崎龍之介）
- 蟹工船（山下耕介）
- 空之境界 空の境界〜俯瞰風景〜
- 機動戰士GUNDAM 00 シリーズ（葛拉漢·耶卡）
  - 機動戦士ガンダム00 CDドラマ・スペシャル アナザーストーリー MISSION-2306
  - 機動戦士ガンダム00 CDドラマ・スペシャル アナザーストーリー Road to 2307
  - 機動戦士ガンダム00 CDドラマ・スペシャル アナザーストーリー COOPERATION-2312
- 狂亂家族日記 「優歌はじめてのコミックマーケット」（スタッフ）※Comic Market限定版
- 武裝機甲 シリーズ（森次玲二）
  - 學園創世 貓天！ & 鉄のラインバレル WドラマCD ※「チャンピオンRED」2008年9月号付録
  - 鉄のラインバレル 2本立てドラマCD（森次玲二）※「チャンピオンRED」2008年10月号付録
  - 鉄のラインバレル ドラマCD Sound Plays 1・2
- 幻想水滸傳系列（フリック）
  - ドラマCD 幻想水滸伝 Vol.1・2
  - ドラマCD 幻想水滸伝II
- 屍體派對 第1・2卷（岸沼良樹）
- 秋櫻之空 シリーズ
- 絕望先生 絶望劇場（お巡りさん、闇魔、ヒーローB）
- 月刊GFantasy コミックCDコレクション「E'S VOL.2」（兵士長）
- 內衣教父（近藤静也）
- 守護甜心!「イクトの秘密!」（月詠イクト（幾斗））※DVD-BOX 1 付属廣播劇CD
- 人機系列 vol.1
- Starry☆Sky系列（不知火一樹）
  - 星座彼氏シリーズ Starry☆Sky 〜Aries〜（牡羊座）
  - Starry☆Sky 〜in Winter〜
  - 星座旦那シリーズ Starry☆Sky 〜Pisces&Aries〜
  - Starry☆Sky 〜in Winter〜 星的大掃除浪漫譚
  - Starry☆Sky 〜in bitter season〜
  - Starry☆Sky 〜in Winter〜Portable
  - Starry☆Sky 〜13constellation〜
  - Starry☆Sky 〜After Winter〜
- 楚楚可憐超能少女組 シリーズ（皆本光一）
  - 絶対可憐チルドレン ドラマCD EPS.1st 〜和気藹々! 愛と平和が地球を救う!〜
  - 絶対可憐チルドレン ドラマCD EPS.2nd 〜波涛万里! カリブの熱き風〜
  - 絶対可憐チルドレン ドラマCD EPS.3rd 〜一意奮闘! 蕾見ばｰちゃんの絶対love×love教室〜
- 吸血鬼同盟 シリーズ（曉·鏑木·列根多夫）
- 新·安琪莉可 シリーズ（ジェット）
  - ネオ アンジェリーク 〜あかつきの天使〜
  - ネオ アンジェリーク Abyss バラエティーCD vol.1 アルカディア パラダイス
  - ネオ アンジェリーク Abyss バラエティーCD Vol.2 アルカディア パラダイス2
  - ネオ アンジェリーク Special 〜エレンフリート with ジェット〜
- 遙遠時空2&3 キャラクターコレクション（8）地の玄武 〜安倍泰継&リズヴァーン〜
- 我和條子的700天戰爭 Part.1 - 3（西条）
- 超时空要塞 Frontier ドラマCD 娘ドラ◎ ドラ1 - 4（早乙女·阿尔特）
- 真剣で私に恋しなさい！！ ドラマCD Vol.2（九鬼英雄）
- 魔法少女奈葉 Sound Stage シリーズ（ヴァイス・グランセニック）
  - 魔法少女リリカルなのはStrikerS サウンドステージ04「青空」
  - 魔法少女リリカルなのはStrikerS サウンドステージX
  - 少年陰陽師+身代わり伯爵シリーズ 録り下ろしドラマCD ※「The Beans」VOL.11全員サービス
  - 身代わり伯爵と秘密のデート ※「The Beans」VOL.13全員サービス
- 無敵看板娘（太田明彦）
- 名作文学（笑）ドラマCD「竹林中」（田丸城太郎）
- 妄想少女御宅系 シリーズ（千葉俊介）
  - 妄想少女御宅系 1・2
  - 妄想少女御宅系 出張特別版
- YUMEKURI（湯上誠）
- 夜明前的琉璃色 シリーズ
  - 夜明け前より瑠璃色な〜Fairy tale of Luna〜 #5（男子学生）
  - 夜明け前より瑠璃色な〜Fairy tale of Luna〜 #6（店長）
- 閃爍的愛情（一之瀨蓮）
- 太陽之家（中村基）
- 野蠻情人（上田朝春）
- 魔法科高中的劣等生（司波達也）

#### 音樂CD
- 機動戰士GUNDAM 00 Voice Actor Single 中村悠一 come across グラハム・エーカー

「still more ripple」
「美しいハロー さようならのユーモア」
- 守護甜心! キャラクターソングコレクション2

「月夜のマリオネット」（月詠イクト（幾斗））
- 無敵看板娘 無敵なキャラクターソング集

「八百黒戦隊ヤオレンジャー」（太田明彦）
- Starry☆Sky 〜in Winter〜 OPテーマ

「Grayed Out」（不知火一樹）
- 我家有個狐仙大人 天狐幻術 歌曲集

「Funky Foxy Lovely Time」（天狐空幻（男））
- Sound Horizon Moira

「遥か地平線の彼方へ」
- Sound Horizon Marchen

「磔刑の聖女」

## 外部連結
- INTENTION事務所公開簡歷 （页面存档备份，存于）（日語）
- 中村 悠一｜株式會社Sigma Seven，存于
- 個人官方網站（日語）
- 中村悠一的X（前Twitter）（日語）

| 前任： 池田純矢 （海賊戰隊豪快者） | 日本超級戰隊系列銀色戰士演員 特命戰隊Go Busters 2012年2月26日-2013年2月10日 | 繼任： 森川智之（聲演） 山下真司 （獸電戰隊強龍者） |